# Sallins
Sallins (irl. Na Solláin) – wieś w Irlandii, w hrabstwie Kildare, liczy 5283 mieszkańców (2011).
Położony 29 km na południowy zachód od stolicy Irlandii Dublina i 3,5 km na północ od Naas, od którego oddzielona jest autostradą N7.
Na przełomie XX i XXI wieku zanotowano gwałtowny przyrost liczby mieszkańców; od 1990 roku liczba mieszkańców wzrosła sześciokrotnie i był to największy zanotowany przyrost liczby mieszkańców w skali kraju. Obecnie od względem wielkości populacji Sallins jest 10-ej pozycji w Hrabstwie Kildare i na 91-ej w Republice.
Sallins jest zanglicyzowaną formą irlandzkiej nazwy Na Solláin, oznaczającą wierzby.
Miejscowość pełni funkcję sypialni dla aglomeracji Wielkiego Dublina. W centrum kościół rzymskokatolicki pw. Matki Boskiej Królowej Aniołów z 1924 roku. Sallins położone jest przy Wielkim Kanale i w tej miejscowości początek swój ma odnoga Kanału prowadząca do sąsiedniego Naas. Na północnych obrzeżach pałac w Millicent, kościół anglikański wchodzący w skład dawnego folwarku Millicent, a także pole golfowe o tej same nazwie.
W Sallins znajduje się stacja kolejowa Sallins-Naas, która leży na trasie z Dublina (Heuston Station) do Waterford, Cork i Galway i służy obu miejscowościom. Pierwotnie nazywała się Sallins; została otwarta do użytku 4 sierpnia 1846 i zawierała odgałęzienie do Tullow, gdzie po drodze znajdowała się właściwa stacja Naas. Odgałęzienie do Tullow zostało zamknięte w 1963, a stacja Sallins nazwana w 1994 Sallins & Naas jako część projektu Kildare "Arrow".
Na stacji miał miejsce największy napad rabunkowy na pociąg w historii Irlandii tzw. "Sallins Train Robbery", który miał miejsce 31 marca 1976. Setki tysięcy funtów irlandzkich zostało ukradzionych z pociągu Córas Iompair Éireann. Wiele osób zostało aresztowanych i skazanych w procesie, który okazał się wielką pomyłką.
W centrum Sallins od 1885 roku znajduje się klub GAA z zapleczem. Przy kanale jest szkoła podstawowa.
Na północ od Sallins w miejscowości Bodenstown znajduje się grób Theobalda Wolfe Tone. Każdego roku w czerwcu odbywa się uroczysty przemarsz z Sallins do grobu Wolfe Tona organizowany przez irlandzkich republikanów.